# 11814 Schwamb
11814 Schwamb è un asteroide della fascia principale. Scoperto nel 1981, presenta un'orbita caratterizzata da un semiasse maggiore pari a 3,0729202 au e da un'eccentricità di 0,0621019, inclinata di 12,71786° rispetto all'eclittica.
L'asteroide è dedicato all'astronoma statunitense Megan E. Schwamb.